# Jakob Barion
Jakob Barion (* 23. Juli 1898 in Wüschheim; † 16. Februar 1996 in Gummersbach) war ein deutscher Professor für Philosophie.

## Leben
Barion, der Sohn eines Landwirts, war von 1912 bis 1918 Schüler am Lehrerseminar in Euskirchen. Danach war er als Volksschullehrer tätig und legte währenddessen 1921 sein Abitur ab. Im Jahr 1923 begann er ein Studium der Theologie und Philosophie an der Universität Bonn. Das theologische Examen legte er 1927 ab. Seine Promotion bei Adolf Dyroff erfolgte 1928 mit einer 41-seitigen Dissertation über J. G. Fichtes intellektuelle Anschauung und ihre religionsphilosophische Bedeutung. Ergänzt um einen Teil über Schelling wurde die Arbeit 1929 veröffentlicht. In dieser Arbeit kritisierte er die Vorstellung, dass eine unmittelbare Erfassung Gottes möglich sei, nicht nur bei Fichte und Schelling, sondern auch in der Wesensschau bei Max Scheler. Im Anschluss arbeitete er als Assistent bei Dyroff und legte 1933 seine Habilitationsschrift „Plotin und Augustinus. Untersuchungen zum Gottesproblem“ vor, in der er sich abweichend von Rosenbergs Darstellungen gegen eine pantheistisch-mystische Interpretation der beiden Philosophen wandte.
Zum 1. Juli 1933 wurde er Mitglied des Nationalsozialistischer Lehrerbunds (NSLB, Mitgliedsnummer 295.259). Seine Antrittsvorlesung „Philosophia perennis als Problem und als Aufgabe“, mit der er 1934 das Habilitierungsverfahren erfolgreich bestand, erschien 1936 und wurde in den Blättern für deutsche Philosophie dahingehend kommentiert, dass sie zum einen im Rahmen des Neuthomismus blieb und zum anderen von einer Philosophie der Gemeinschaft ohne Bezug auf völkische Erlebnisse und „Art und Rasse“ als „ursprüngliche Gegebenheiten“ handele. Erich Rothacker berichtete über diese Vorlesung an das Reichserziehungsministerium, dass Barion die Objektivität der Erkenntnis betone und damit die antipsychologischen Arbeiten von Brentano und Husserl fortsetze. Er überwinde damit die idealistischen und positivistischen Verengungen und stelle dabei auf das wahre Wesen des Menschen und seine Stellung im Ganzen des Seins ab, so dass man nur von dem wirklichen Menschen, aber nicht vom Menschen als abstrakter Idee reden könne.
Trotz dieser gegenüber dem Nationalsozialismus zumindest distanzierten Veröffentlichungen galt Barion als politisch zuverlässig und zur positiven Mitarbeit am neuen Staat bereit, obwohl er von schwächlicher körperlicher Konstitution und keine „Führernatur“ gewesen sei. So erhielt Barion 1936 die Vertretung für Dyroffs Lehrstuhl und 1938 die Berufung auf einen Lehrstuhl der Staatlichen Akademie Braunsberg. Nach dem Wechsel des Kirchenrechtlers Hans Barion, mit dem er nicht verwandt war, wurde er bereits 1938 zum (letzten) Rektor der Akademie. Seine Schrift „Platons Sendung und Werk in ihrer geschichtlichen Stellung“ veröffentlichte er versteckt als Anhang zum Vorlesungsverzeichnis der Akademie 1941. Hier beschrieb er die ungerechte Tyrannis des Dionysios I. von Syrakus, den Platon auf einer Reise besucht hatte, und stellte fest, dass Platon weder dort noch in Athen den „Staat der Gerechtigkeit“ gefunden habe. Auch hätte es in Athen niemanden gegeben, mit dem sich Sokrates und Platon gegen das „frevelhafte Treiben der Masse“ „zum Schutz der gerechten Sache“ hätten verbinden können, so dass ihnen nur der Rückzug in einen „stillen Winkel“ geblieben sei.
Nach dem Krieg war Barion wieder in Bonn tätig, wo er 1955 eine ordentliche Professur erhielt. Sein vorrangiges Thema war nun die Staatsphilosophie und das Verhältnis von Macht und Recht im Staat. In einem Aufsatz über „Macht und Recht des Staates“ kritisierte Barion 1949 die These Carl Schmitts von der allein bestimmenden Autorität bei der Festlegung von Gesetzen (auctoritas non veritas facit legem). Die Begründung des Rechts müsse an den Maßstab der Gerechtigkeit gebunden werden und Voraussetzung für eine friedliche Ordnung sei das Reich des Sittlichen. Darüber hinaus vertrat er die Auffassung, dass das Gemeinwohl jedem privaten Wohl vorangeht.
Jakob Barion war ledig.

## Schriften
- Die intellektuelle Anschauung bei J.G. Fichte und Schelling und ihre Religions-Philosophische Bedeutung. C. J. Becker Univ-Druckerei, Würzburg 1929. Dissertation
- Plotin und Augustinus. Untersuchungen zum Gottesproblem. Junker und Dünnhaupt, Berlin 1935
- Philosophia perennis als Problem und als Aufgabe. Hüber, München 1936
- Zur Forschung um Albert den Deutschen. In: Blätter für deutsche Philosophie, Band 11 (1937/38), S. 51–57.
- Zu R. Harders Plotinübersetzung. 1939
- Platons Sendung und Werk in ihrer geschichtlichen Stellung. Krausenecks, Gumbinnen 1941 (Anhang zum Vorlesungsverzeichnis der Akademie Braunsberg)
- Macht und Recht. Eine Platon-Studie. Scherpe, Krefeld 1947
- Recht, Staat und Gesellschaft. Scherpe, Krefeld 1949
- Macht und Recht und das Wesen des Staates. Limbach, Braunschweig 1951
- Universitas und Universität. Röhrscheid, Bonn 1954
- Hegel und die marxistische Staatslehre. Bouvier, Bonn 1963
- Was ist Ideologie? Studie zu Begriff und Problematik. Bouvier, Bonn 1964, 2. erw. Aufl. 1971
- Ideologie – Wissenschaft – Philosophie. Bouvier, Bonn 1969
- Staat und Zentralismus. Bouvier, Bonn 1969
- Philosophie. Einführung in ihre Terminologie und ihre Hauptprobleme. Bouvier, Bonn 1977
- Grundlinien philosophischer Staatstheorie. Bouvier, Bonn 1986
- Realität und Begriff. Königshausen und Neumann, Würzburg 1993.